# Filter (band)
Filter is een Amerikaanse industrial rockband, geformeerd in 1993 in Cleveland (Ohio) door zanger Richard Patrick en gitarist Brian Liesegang. Filter heeft in de periode 1995 tot en met 2023 acht studioalbums uitgebracht.

## Bezetting

### Huidige leden
- Richard Patrick - basgitaar, gitaar, programmering, toetsen & zang (1993 - heden)
- Jonathan Radtke - gitaar & achtergrondzang (2011 - heden)
- Bobby Miller - basgitaar, gitaar, programmering, toetsen & zang (2014 - heden)
- Tosh Peterson - drums (2024 - heden)

### Vorige leden
- Brian Liesegang - gitaar, toetsen & programmering (1994 - 1997, 2018 - 2019)
- Frank Cavanagh - basgitaar & achtergrondzang (1995 - 2002)
- Geno Lenardo - gitaar (1995 - 2002)
- Matt Walker - drums (1995 - 1997)
- Steve Gillis - drums (1997 - 2002)
- Mika Fineo - drums (2008 - 2012)
- Mitchell Marlow - gitaar (2008 - 2010)
- John Spiker - basgitaar (2008 - 2010)
- Phil Buckman - basgitaar & achtergrondzang (2010 - 2013)
- Rob Patterson - gitaar (2010 - 2011)
- Elias Mallin - drums (2012 - 2013, 2022 - 2024)
- Tim Kelleher - basgitaar (2013 - 2015)
- Jeff Fabb - drums (2013 - 2014)
- Chris Reeve - drums (2015 - 2019)
- Ashley Dzerigian - basgitaar (2015 - 2019)
- Oumi Kapila - gitaar (2015 - 2017)
- Greg Garman - drums (2019 - 2021)

## Discografie

### Albums
Tussen haakjes totaal aantal weken in de lijst
| Titel                              | Jaar       | Charts           | Charts          | Charts           | Opmerkingen            |
| Titel                              | Jaar       | NL Album Top 100 | VL Ultratop 200 | VS Billboard 200 | Opmerkingen            |
| ---------------------------------- | ---------- | ---------------- | --------------- | ---------------- | ---------------------- |
| Short Bus                          | 28-04-1995 | -                | -               | 59 (27wk)        | VS: Platina            |
| Title of Record                    | 23-09-1999 | -                | -               | 30 (35wk)        | VS: Platina / CA: Goud |
| The Amalgamut                      | 29-07-2002 | -                | -               | 32 (6wk)         | -                      |
| Anthems for the Damned             | 06-06-2008 | -                | -               | 60 (2wk)         | -                      |
| Remixes for the Damned             | 04-11-2008 | -                | -               | -                | Remixalbum             |
| The Very Best Things (1995 - 2008) | 03-04-2009 | -                | -               | 32 (6wk)         | Verzamelalbum          |
| The Trouble with Angels            | 24-09-2010 | -                | -               | 64 (1wk)         | -                      |
| The Sun Comes Out Tonight          | 31-05-2013 | -                | -               | 52 (1wk)         | -                      |
| Crazy Eyes                         | 08-04-2016 | -                | -               | 151 (1wk)        | -                      |
| The Algorithm                      | 15-09-2023 | -                | -               | -                | -                      |

### Ep's
Tussen haakjes totaal aantal weken in de lijst
| Titel              | Jaar | Charts           | Charts          | Charts           | Opmerkingen |
| Titel              | Jaar | NL Album Top 100 | VL Ultratop 200 | VS Billboard 200 | Opmerkingen |
| ------------------ | ---- | ---------------- | --------------- | ---------------- | ----------- |
| Erkenntnistheorie  | 1994 | -                | -               | -                | -           |
| Title of EP        | 2000 | -                | -               | -                | -           |
| Catching Angels EP | 2012 | -                | -               | -                | -           |
| Pieces of Angels   | 2013 | -                | -               | -                | -           |

### Singles
Tussen haakjes totaal aantal weken in de lijst
| Titel                                 | Jaar | Charts    | Charts            | Charts         | VS Billboard Charts | VS Billboard Charts | VS Billboard Charts    | Opmerkingen                                                          |
| Titel                                 | Jaar | NL Top 40 | NL Single Top 100 | VL Ultratop 50 | Hot 100             | Alternative Songs   | Mainstream Rock Tracks | Opmerkingen                                                          |
| ------------------------------------- | ---- | --------- | ----------------- | -------------- | ------------------- | ------------------- | ---------------------- | -------------------------------------------------------------------- |
| Hey Man Nice Shot                     | 1995 | -         | -                 | -              | 76 (7wk)            | 10 (20wk)           | 19 (18wk)              | -                                                                    |
| Dose                                  | 1996 | -         | -                 | -              | -                   | -                   | -                      | -                                                                    |
| Jurassitol                            | 1996 | -         | -                 | -              | -                   | -                   | 19 (10wk)              | van album The Crow: City of Angels soundtrack                        |
| (Can't You) Trip Like I Do            | 1997 | -         | -                 | -              | -                   | 29 (10wk)           | -                      | met The Crystal Method / van album Spawn: The Album                  |
| One                                   | 1998 | -         | -                 | -              | -                   | -                   | -                      | Cover van Harry Nilsson uit 1968 / van album The X-Files: The Album  |
| Welcome to the Fold                   | 1999 | -         | -                 | -              | -                   | 17 (13wk)           | 8 (14wk)               | -                                                                    |
| Take a Picture                        | 1999 | -         | -                 | -              | 12 (20wk)           | 3 (26wk)            | 4 (25wk)               | -                                                                    |
| The Best Things                       | 2000 | -         | -                 | -              | -                   | 18 (10wk)           | 31 (7wk)               | -                                                                    |
| Where Do We Go from Here              | 2002 | -         | -                 | -              | 94 (5wk)            | 11 (10wk)           | 12 (10wk)              | -                                                                    |
| American Cliché                       | 2002 | -         | -                 | -              | -                   | -                   | 40 (1wk)               | -                                                                    |
| Soldiers of Misfortune                | 2008 | -         | -                 | -              | -                   | -                   | 27 (13wk)              | -                                                                    |
| What's Next                           | 2008 | -         | -                 | -              | -                   | -                   | -                      | -                                                                    |
| Happy Together                        | 2008 | -         | -                 | -              | -                   | -                   | -                      | van album The Stepfather soundtrack                                  |
| Fades Like a Photograph               | 2009 | -         | -                 | -              | -                   | -                   | -                      | van album 2012 soundtrack                                            |
| The Inevitable Relapse                | 2010 | -         | -                 | -              | -                   | -                   | -                      | -                                                                    |
| No Love                               | 2010 | -         | -                 | -              | -                   | -                   | -                      | -                                                                    |
| Gimme All Your Lovin'                 | 2011 | -         | -                 | -              | -                   | -                   | -                      | Cover van ZZ Top uit 1983 / van album ZZ Top: A Tribute from Friends |
| What Do You Say                       | 2013 | -         | -                 | -              | -                   | -                   | 16 (20wk)              | -                                                                    |
| Surprise                              | 2013 | -         | -                 | -              | -                   | -                   | 37 (8wk)               | -                                                                    |
| We Hate It When You Get What You Want | 2014 | -         | -                 | -              | -                   | -                   | -                      | -                                                                    |
| Take Me to Heaven                     | 2016 | -         | -                 | -              | -                   | -                   | -                      | -                                                                    |
| Nothing in My Hands                   | 2016 | -         | -                 | -              | -                   | -                   | -                      | -                                                                    |
| Thoughts and Prayers                  | 2020 | -         | -                 | -              | -                   | -                   | -                      | -                                                                    |
| Murica                                | 2020 | -         | -                 | -              | -                   | -                   | -                      | -                                                                    |
| For the Beaten                        | 2022 | -         | -                 | -              | -                   | -                   | -                      | -                                                                    |
| Face Down                             | 2023 | -         | -                 | -              | -                   | -                   | -                      | -                                                                    |
| Obliteration                          | 2023 | -         | -                 | -              | -                   | -                   | -                      | -                                                                    |